# Shawano
Shawano és una població dels Estats Units a l'estat de Wisconsin. Segons el cens del 2000 tenia 8.298 habitants.

## Demografia
Segons el cens del 2000, Shawano tenia 8.298 habitants, 3.432 habitatges, i 2.076 famílies. La densitat de població era de 536,7 habitants per km².
Dels 3.432 habitatges en un 29% hi vivien nens de menys de 18 anys, en un 45,8% hi vivien parelles casades, en un 11,2% dones solteres, i en un 39,5% no eren unitats familiars. En el 34,7% dels habitatges hi vivien persones soles el 18,2% de les quals corresponia a persones de 65 anys o més que vivien soles. El nombre mitjà de persones vivint en cada habitatge era de 2,27 i el nombre mitjà de persones que vivien en cada família era de 2,91.
Per edats la població es repartia de la següent manera: un 24% tenia menys de 18 anys, un 7,9% entre 18 i 24, un 27,7% entre 25 i 44, un 19,8% de 45 a 60 i un 20,5% 65 anys o més.
L'edat mediana era de 38 anys. Per cada 100 dones de 18 o més anys hi havia 86,9 homes.
La renda mediana per habitatge era de 31.546 $ i la renda mediana per família de 41.241 $. Els homes tenien una renda mediana de 30.709 $ mentre que les dones 19.905 $. La renda per capita de la població era de 17.380 $. Aproximadament el 8,9% de les famílies i el 9,9% de la població estaven per davall del llindar de pobresa.

## Poblacions més properes
El següent diagrama mostra les poblacions més properes.